# 1737
Il 1737 (MDCCXXXVII in numeri romani) è un anno  del XVIII secolo.

## Eventi
- 21 giugno – In Gran Bretagna il governo whig di Robert Walpole promulga il Licensing Act.
- 4 novembre – A Napoli viene inaugurato il Real Teatro di San Carlo, il più antico teatro lirico d'Europa attualmente ancora in attività.

## Nati

### Gennaio
- 1º gennaio - Pietro Tamburini, teologo e giurista italiano († 1827)
- 3 gennaio - Heinrich Wilhelm von Gerstenberg, poeta e critico letterario tedesco († 1823)
- 3 gennaio - Johann Casimir von Häffelin, cardinale e vescovo cattolico tedesco († 1827)
- 13 gennaio - Joseph Hilarius Eckhel, gesuita e numismatico austriaco († 1798)
- 15 gennaio - Karl Henrici, pittore austriaco († 1823)
- 15 gennaio - Luca Antonio Pagnini, religioso e grecista italiano († 1814)
- 16 gennaio - Félix Lecomte, scultore francese († 1817)
- 17 gennaio - Stefano Antonio Morcelli, epigrafista e gesuita italiano († 1821)
- 19 gennaio - Giuseppe Millico, cantante castrato e compositore italiano († 1802)
- 19 gennaio - Jacques-Henri Bernardin de Saint-Pierre, scrittore e botanico francese († 1814)
- 21 gennaio - Giustiniana Wynne, scrittrice italiana († 1791)
- 23 gennaio - John Hancock, politico statunitense († 1793)
- 29 gennaio - Thomas Paine, rivoluzionario e politico britannico († 1809)

### Febbraio
- 5 febbraio - Jean Bretagne Charles de La Trémoille, nobile e militare francese († 1792)
- 9 febbraio - Antonio Diziani, pittore italiano († 1797)
- 14 febbraio - Jan Hope, banchiere olandese († 1784)
- 18 febbraio - Hermann von Greiffenegg, politico, diplomatico e nobile tedesco († 1807)
- 22 febbraio - Friedrich Adolf von Kalckreuth, generale tedesco († 1818)
- 25 febbraio - August Wilhelm Hupel, linguista tedesco († 1819)

### Marzo
- 2 marzo - Lorenzo Prospero Bottini, cardinale italiano († 1818)
- 2 marzo - Tommaso di Somma, politico italiano († 1826)
- 9 marzo - Josef Mysliveček, compositore ceco († 1781)
- 10 marzo - Vittorio Maria Baldassare Gaetano Costa d'Arignano, cardinale e arcivescovo cattolico italiano († 1796)
- 12 marzo - Giuseppe Gregorio Maria Solari, scrittore italiano († 1814)
- 13 marzo - William Kerr, V marchese di Lothian, nobile scozzese († 1815)
- 14 marzo - Antonio Dominici, pittore italiano († 1794)
- 18 marzo - Adalbert von Harstall, vescovo cattolico e abate tedesco († 1814)
- 19 marzo - Grandmesnil, attore teatrale e drammaturgo francese († 1816)
- 23 marzo - Arthur St. Clair, politico e generale scozzese († 1818)
- 28 marzo - François-Henri de Franquetot de Coigny, generale francese († 1821)
- 28 marzo - Francesco Zanetti, compositore e direttore d'orchestra italiano († 1788)

### Aprile
- 6 aprile - George Montagu, IV duca di Manchester, politico e diplomatico inglese († 1788)
- 9 aprile - François Giroust, compositore francese († 1799)
- 20 aprile - Natal'ja Aleksandrovna Kurakina, nobildonna russa († 1798)

### Maggio
- 2 maggio - William Petty, II conte di Shelburne, nobile e politico inglese († 1805)
- 3 maggio - Philippe Rühl, politico e rivoluzionario francese († 1795)
- 3 maggio - Friedrich Schwindl, compositore olandese († 1786)
- 7 maggio - Iosif Igelström, generale russo († 1823)
- 7 maggio - Franz Anton Wyrsch, politico svizzero († 1814)
- 8 maggio - Edward Gibbon, storico, scrittore e politico inglese († 1794)
- 8 maggio - Margaret Poyntz, filantropa inglese († 1814)
- 10 maggio - Louis-Mayeul Chaudon, monaco cristiano francese († 1817)
- 10 maggio - Franz Egon von Fürstenberg, vescovo cattolico tedesco († 1825)
- 14 maggio - George Macartney, politico e diplomatico britannico († 1806)
- 16 maggio - Thomas Johann Kaspar von Thun und Hohenstein, vescovo cattolico tedesco († 1796)
- 18 maggio - Francesco Arcangeli, assassino italiano († 1768)
- 18 maggio - Simon Jean François Ravenet, incisore francese († 1821)
- 22 maggio - Tethart Philipp Christian Haag, pittore olandese († 1812)

### Giugno
- 2 giugno - Ernesto Augusto II di Sassonia-Weimar-Eisenach, duca († 1758)
- 4 giugno - Luigi Calza, medico italiano († 1783)
- 6 giugno - Ernst Christoph von Kaunitz-Rietberg, diplomatico e nobile austriaco († 1797)
- 7 giugno - Jacques Gondouin, architetto francese († 1818)
- 9 giugno - Henri Joseph Antonissen, pittore fiammingo († 1794)
- 20 giugno - Vincenzo Martinelli, pittore e scenografo italiano († 1807)
- 20 giugno - Tokugawa Ieharu, militare giapponese († 1786)
- 25 giugno - Charles Fitzroy, I barone Southampton, nobile e ufficiale inglese († 1797)
- 29 giugno - Platone II, monaco cristiano e teologo russo († 1812)

### Luglio
- 15 luglio - Luisa di Borbone-Francia, principessa francese († 1787)
- 17 luglio - John Lyon-Bowes, IX conte di Strathmore e Kinghorne, nobile britannico († 1776)
- 18 luglio - Materno Bossi, stuccatore italiano († 1802)
- 18 luglio - Marco Sebastiano Giampiccoli, incisore italiano († 1809)
- 19 luglio - Vladimir Ignat'evič Lukin, drammaturgo e politico russo († 1794)
- 20 luglio - Nicolás Fernández de Moratín, avvocato, poeta e drammaturgo spagnolo († 1780)
- 20 luglio - William Maclay, politico statunitense († 1804)
- 23 luglio - Giorgio Castagna Giannone, medico italiano († 1811)
- 24 luglio - Alexander Dalrymple, geografo, cartografo e esploratore britannico († 1808)
- 27 luglio - Erik Laxmann, esploratore svedese († 1796)
- 31 luglio - Augusta di Hannover, nobildonna britannica († 1813)

### Agosto
- 5 agosto - Antonio Franconi, cavaliere e circense italiano († 1836)
- 5 agosto - Johann Friedrich Struensee, medico e politico tedesco († 1772)
- 7 agosto - Gaetano Emanuele Bava di San Paolo, letterato e scrittore italiano († 1829)
- 10 agosto - Anton Losenko, pittore ucraina († 1773)
- 13 agosto - Louis Antoine Vimeux, generale e nobile francese († 1814)
- 14 agosto - Charles Hutton, matematico inglese († 1823)
- 17 agosto - Antoine Parmentier, farmacista, agronomo e igienista francese († 1813)
- 20 agosto - Giovanni Battista Ciughi, religioso e storico italiano († 1806)
- 25 agosto - Carlotta Guglielmina di Anhalt-Bernburg, nobile († 1777)

### Settembre
- 2 settembre - Aleksandr Grigor'evič Demidov, nobile russo († 1803)
- 8 settembre - Manuel Rodríguez Aponte, gesuita, grecista e missionario spagnolo († 1815)
- 8 settembre - Samuel Wyatt, architetto e ingegnere britannico († 1807)
- 9 settembre - Luigi Galvani, fisiologo, fisico e anatomista italiano († 1798)
- 14 settembre - Michael Haydn, compositore austriaco († 1806)
- 15 settembre - Jakob Philipp Hackert, pittore tedesco († 1807)
- 19 settembre - Charles Carroll, politico statunitense († 1832)
- 21 settembre - Francesco Alberti di Villanova, linguista italiano († 1801)
- 24 settembre - Aleksej Grigor'evič Orlov-Česmenskij, militare e politico russo († 1807)
- 29 settembre - Michael Underwood, medico britannico († 1820)
- 30 settembre - Morten Thrane Brünnich, zoologo e mineralogista danese († 1827)
- 30 settembre - Joseph Dreppe, pittore e incisore belga († 1810)

### Ottobre
- 1º ottobre - George Grey, V conte di Stamford, nobile britannico († 1819)
- 4 ottobre - Fanny di Beauharnais, scrittrice, poetessa e nobile francese († 1813)
- 7 ottobre - Maria Caterina Brignole Sale, principessa († 1813)
- 7 ottobre - Carlotta di Rohan-Soubise, nobile francese († 1760)
- 8 ottobre - Sofia Carolina Maria di Brunswick-Wolfenbüttel, principessa († 1817)
- 13 ottobre - Francesco Leopoldo Bertoldi, scrittore, poeta e presbitero italiano († 1824)
- 14 ottobre - Arnaud de La Porte, magistrato e nobile francese († 1792)
- 14 ottobre - José del Castillo, pittore e incisore spagnolo († 1793)
- 15 ottobre - Anne Charles Sigismond de Montmorency-Luxembourg, nobile e politico francese († 1803)
- 21 ottobre - Marie-Louise O'Murphy, cantante francese († 1814)
- 22 ottobre - Vincenzo Manfredini, compositore e clavicembalista italiano († 1799)
- 27 ottobre - Jacob Pieter van Braam, ammiraglio olandese († 1803)
- 30 ottobre - Nicolas Lafrensen, pittore e miniaturista svedese († 1807)

### Novembre
- 2 novembre - Gaetano Gaspare Uttini, medico italiano († 1817)
- 3 novembre - Nicolas de Loverdo, generale francese († 1836)
- 4 novembre - Charles Pierrepont, I conte Manvers, militare, politico e nobile inglese († 1816)
- 7 novembre - Vincenzo Lupoli, vescovo cattolico e scrittore italiano († 1800)
- 13 novembre - Wilhelm von Edelsheim, politico e diplomatico tedesco († 1793)
- 27 novembre - Carlo Giuseppe Ratti, pittore e storiografo italiano († 1795)
- 29 novembre - George Lennox, militare inglese († 1805)

### Dicembre
- 1º dicembre - William Shepard, generale e politico statunitense († 1817)
- 5 dicembre - Louis-Fouquet de Vincens de Saint-Michel d'Agoult, nobile e militare francese († 1813)
- 13 dicembre - Camillo de Simeoni, cardinale e vescovo cattolico italiano († 1818)
- 14 dicembre - Maximilien de Baillet-Latour, feldmaresciallo austriaco († 1806)
- 16 dicembre - Pierre-Gabriel Berthault, incisore francese († 1831)
- 17 dicembre - Antonio Lante Montefeltro della Rovere, cardinale italiano († 1817)
- 17 dicembre - Francesco Vincenti, vescovo cattolico italiano († 1803)
- 20 dicembre - Tommaso Valperga di Caluso, filosofo, astronomo e fisico italiano († 1815)
- 23 dicembre - Giovan Battista Rossi, presbitero italiano († 1826)
- 26 dicembre - Federico Giosia di Sassonia-Coburgo-Saalfeld, nobile e generale tedesco († 1815)
- 27 dicembre - Giuseppe Pignatelli, presbitero e gesuita spagnolo († 1811)

### Senza giorno specificato
- Frances Abington, attrice teatrale inglese († 1815)
- Francesco Bertoldi, medico italiano († 1800)
- Alexander Callimachi,  ottomano († 1821)
- Francesco Carabelli, scultore svizzero († 1798)
- Paul Davidovich, generale austro-ungarico († 1814)
- Andreas Emmerich, militare e rivoluzionario tedesco († 1809)
- William Forsyth, botanico scozzese († 1804)
- Louis-Bernard Guyton-Morveau, chimico francese († 1816)
- Henrietta von Bünau, nobildonna tedesca († 1766)
- Elizabeth Spencer, nobile britannica († 1831)
- Francis Hopkinson, scrittore, musicista e avvocato statunitense († 1791)
- Yisroel Hopsztajn, rabbino e mistico polacco († 1814)
- Antonio Planelli, musicista e musicologo italiano († 1803)
- Gasparo Sborgi, compositore e organista italiano († 1819)
- Johann Gottfried Schwanenberger, compositore tedesco († 1804)
- Giuseppe Vernaccini, giurista italiano († 1789)
- Giovanni Battista Visi, storico italiano († 1784)
- Johann Heinrich Bartholomäus Walther, architetto tedesco († 1802)
- Muhammad al-Arabi al-Darqawi, mistico marocchino († 1823)

## Morti

### Gennaio
- 2 gennaio - Pier Antonio Micheli, botanico italiano (n. 1679)
- 7 gennaio - François Romain, ingegnere e architetto fiammingo (n. 1646)
- 15 gennaio - Giuseppe Renato Imperiali, cardinale e abate italiano (n. 1651)
- 22 gennaio - Jean-Baptiste van Mour, pittore fiammingo (n. 1671)
- 24 gennaio - Alessandro Sigismondo di Palatinato-Neuburg, vescovo cattolico tedesco (n. 1663)
- 24 gennaio - William Wake, arcivescovo anglicano inglese (n. 1657)
- 29 gennaio - George Hamilton, I conte di Orkney, nobile e ufficiale scozzese (n. 1666)

### Febbraio
- 3 febbraio - Tommaso Ceva, gesuita, poeta e matematico italiano (n. 1648)
- 3 febbraio - Francesco Alberto di Oettingen-Spielberg, principe tedesco (n. 1663)
- 9 febbraio - Alfonso Mariconda, arcivescovo cattolico italiano (n. 1671)
- 21 febbraio - Santino Bussi, stuccatore svizzero (n. 1663)
- 26 febbraio - Bartolomeo Pucci, vescovo cattolico italiano (n. 1673)

### Marzo
- 7 marzo - Guido von Starhemberg, generale austriaco (n. 1657)
- 7 marzo - Francesco Antonio Tullio, librettista e poeta italiano (n. 1660)
- 8 marzo - Domenico Rossi, architetto svizzero (n. 1657)
- 10 marzo - John Ashburnham, I conte di Ashburnham, nobile inglese (n. 1687)
- 12 marzo - Carlo I Alessandro di Württemberg, principe tedesco (n. 1684)
- 15 marzo - Pietro Morettini, architetto e ingegnere militare svizzero (n. 1660)
- 18 marzo - Ferdinand von Plettenberg, nobile tedesco (n. 1690)
- 18 marzo - Curzio Origo, cardinale italiano (n. 1661)
- 22 marzo - Pietro Avogadro, pittore italiano (n. 1667)
- 26 marzo - Vakhtang VI di Cartalia, re, scrittore e poeta (n. 1675)
- 31 marzo - Luisa Enrichetta Francesca di Lorena, nobildonna francese (n. 1707)

### Aprile
- 2 aprile - Atike Sultan, principessa ottomana (n. 1712)
- 3 aprile - Christian Ferdinand Abel, gambista e violoncellista tedesco (n. 1682)
- 4 aprile - Letitia Cross, attrice teatrale e cantante inglese (n. 1682)
- 14 aprile - Carlo Giuseppe Plura, scultore e stuccatore svizzero (n. 1663)
- 15 aprile - Francesco Cabianca, scultore italiano (n. 1666)
- 16 aprile - Marco Giacinto Gandolfo, vescovo cattolico italiano (n. 1658)
- 25 aprile - Dmitrij Michajlovič Golicyn, politico russo (n. 1665)
- 25 aprile - Ivan Kirillovič Kirilov, geografo e cartografo russo (n. 1695)
- 29 aprile - Giambattista Ripa Buschetti di Giaglione, nobile italiano (n. 1672)

### Maggio
- 4 maggio - Mariano Armellini, abate e letterato italiano (n. 1662)
- 4 maggio - Ferdinando Kettler, nobile lettone (n. 1655)
- 6 maggio - Barbara FitzRoy, religiosa inglese (n. 1672)
- 7 maggio - Giovanni Domenico Santorini, anatomista italiano (n. 1681)
- 8 maggio - Jacopo Tartarotti, letterato e storico austriaco (n. 1708)
- 10 maggio - Nakamikado, imperatore giapponese (n. 1702)
- 17 maggio - Carlo d'Aquino, gesuita, letterato e lessicografo italiano (n. 1654)

### Giugno
- 4 giugno - François Lemoyne, pittore francese (n. 1688)
- 6 giugno - Pierre Joseph Garidel, medico e botanico francese (n. 1658)
- 21 giugno - Matthieu Marais, giurista e scrittore francese (n. 1664)
- 28 giugno - Andrea Tirali, architetto italiano (n. 1657)

### Luglio
- 6 luglio - Pietro Torri, compositore italiano
- 9 luglio - Gian Gastone de' Medici, sovrano italiano (n. 1671)
- 10 luglio - Giuseppe Casaregi, giurista e magistrato italiano (n. 1670)
- 26 luglio - Henri-Pons de Thiard de Bissy, cardinale e vescovo cattolico francese (n. 1657)
- 27 luglio - Maria Maddalena Martinengo, religiosa e mistica italiana (n. 1687)

### Agosto
- 20 agosto - Catherine Shorter, nobildonna inglese (n. 1682)
- 23 agosto - Sofia Cristiana di Wolfstein, nobile tedesca (n. 1667)

### Settembre
- 3 settembre - Johann Philipp von Hattorf, politico tedesco (n. 1682)
- 11 settembre - Giovanni Battista Lanceni, pittore e scrittore italiano (n. 1659)
- 22 settembre - Francesco Mancini, compositore e organista italiano (n. 1672)
- 22 settembre - Michel Pignolet de Montéclair, violinista e compositore francese (n. 1667)
- 27 settembre - John Sidney, VI conte di Leicester, nobile inglese (n. 1680)

### Ottobre
- 15 ottobre - Matteo Sassano, cantante castrato italiano (n. 1667)
- 24 ottobre - Alberto Radicati di Passerano, filosofo italiano (n. 1698)
- 26 ottobre - Rinaldo d'Este, duca italiano (n. 1655)

### Novembre
- 3 novembre - Adolfo di Dalberg, abate tedesco (n. 1678)
- 3 novembre - Antonio Maria Lupi, presbitero, epigrafista e antiquario italiano (n. 1695)
- 4 novembre - Hannibal Alphons von Porcia, nobile e politico austriaco (n. 1679)
- 5 novembre - Maria Gustava Gyllenstierna, poetessa, traduttrice e letterata svedese (n. 1672)
- 5 novembre - Johan Willem Ripperda, politico, diplomatico e avventuriero fiammingo (n. 1684)
- 20 novembre - Carolina di Brandeburgo-Ansbach, regina (n. 1683)
- 23 novembre - Antonio Felice Zondadari senior, cardinale e arcivescovo cattolico italiano (n. 1665)
- 29 novembre - Maria Francesca di Oettingen-Spielberg, principessa tedesca (n. 1703)

### Dicembre
- 1º dicembre - Luigi Alessandro di Borbone, conte di Tolosa, ammiraglio e generale francese (n. 1678)
- 3 dicembre - Giovanni Battista Tagliasacchi, pittore italiano (n. 1696)
- 16 dicembre - Guglielmo Gustavo di Anhalt-Dessau, nobile (n. 1699)
- 18 dicembre - Antonio Stradivari, liutaio italiano
- 19 dicembre - Giacomo Luigi Sobieski, nobile polacco (n. 1667)
- 21 dicembre - Alessandro Galilei, architetto italiano (n. 1691)
- 27 dicembre - Victor Marie d'Estrées, ammiraglio francese (n. 1660)

### Senza giorno specificato
- Andries Carpentière, scultore inglese (n. 1672)
- Claude Buffier, cartografo, storico e filosofo francese (n. 1661)
- Luca Antonio Colomba, pittore svizzero (n. 1674)
- Benedetto Fioravante, presbitero e numismatico italiano (n. 1682)
- Giorgio Gentili, compositore e violinista italiano (n. 1669)
- Ignazio Giorgi, scrittore, poeta e traduttore dalmata (n. 1675)
- Johann Gottfried Tannauer, pittore tedesco (n. 1680)
- Heinrich Köhler, filosofo tedesco (n. 1685)
- Sarah Mapp, medico inglese (n. 1706)
- Guto Nyth Brân, mezzofondista britannico (n. 1700)
- Maria Elena Panzacchi, pittrice e disegnatrice italiana (n. 1668)
- Antoine-Denis Raudot, funzionario e geografo francese (n. 1679)
- Filippo Valignani, arcivescovo cattolico italiano (n. 1663)
- Lobsang Yeshe, monaco buddhista tibetano (n. 1663)
- Erdmuthe di Dietrichstein-Nikolsburg, principessa austriaca (n. 1662)

## Calendario
| Calendario 1737 | Calendario 1737 | Calendario 1737 | Calendario 1737 | Calendario 1737 | Calendario 1737 | Calendario 1737 | Calendario 1737 | Calendario 1737 | Calendario 1737 | Calendario 1737 | Calendario 1737 | Calendario 1737 | Calendario 1737 | Calendario 1737 | Calendario 1737 | Calendario 1737 | Calendario 1737 | Calendario 1737 | Calendario 1737 | Calendario 1737 | Calendario 1737 | Calendario 1737 | Calendario 1737 | Calendario 1737 | Calendario 1737 | Calendario 1737 | Calendario 1737 | Calendario 1737 | Calendario 1737 | Calendario 1737 | Calendario 1737 | Calendario 1737 |
| --------------- | --------------- | --------------- | --------------- | --------------- | --------------- | --------------- | --------------- | --------------- | --------------- | --------------- | --------------- | --------------- | --------------- | --------------- | --------------- | --------------- | --------------- | --------------- | --------------- | --------------- | --------------- | --------------- | --------------- | --------------- | --------------- | --------------- | --------------- | --------------- | --------------- | --------------- | --------------- | --------------- |
|                 | 1               | 2               | 3               | 4               | 5               | 6               | 7               | 8               | 9               | 10              | 11              | 12              | 13              | 14              | 15              | 16              | 17              | 18              | 19              | 20              | 21              | 22              | 23              | 24              | 25              | 26              | 27              | 28              | 29              | 30              | 31              |                 |
| Gennaio         | Ma              | Me              | Gi              | Ve              | Sa              | Do              | Lu              | Ma              | Me              | Gi              | Ve              | Sa              | Do              | Lu              | Ma              | Me              | Gi              | Ve              | Sa              | Do              | Lu              | Ma              | Me              | Gi              | Ve              | Sa              | Do              | Lu              | Ma              | Me              | Gi              |                 |
| Febbraio        | Ve              | Sa              | Do              | Lu              | Ma              | Me              | Gi              | Ve              | Sa              | Do              | Lu              | Ma              | Me              | Gi              | Ve              | Sa              | Do              | Lu              | Ma              | Me              | Gi              | Ve              | Sa              | Do              | Lu              | Ma              | Me              | Gi              |                 |                 |                 |                 |
| Marzo           | Ve              | Sa              | Do              | Lu              | Ma              | Me              | Gi              | Ve              | Sa              | Do              | Lu              | Ma              | Me              | Gi              | Ve              | Sa              | Do              | Lu              | Ma              | Me              | Gi              | Ve              | Sa              | Do              | Lu              | Ma              | Me              | Gi              | Ve              | Sa              | Do              |                 |
| Aprile          | Lu              | Ma              | Me              | Gi              | Ve              | Sa              | Do              | Lu              | Ma              | Me              | Gi              | Ve              | Sa              | Do              | Lu              | Ma              | Me              | Gi              | Ve              | Sa              | Do              | Lu              | Ma              | Me              | Gi              | Ve              | Sa              | Do              | Lu              | Ma              |                 |                 |
| Maggio          | Me              | Gi              | Ve              | Sa              | Do              | Lu              | Ma              | Me              | Gi              | Ve              | Sa              | Do              | Lu              | Ma              | Me              | Gi              | Ve              | Sa              | Do              | Lu              | Ma              | Me              | Gi              | Ve              | Sa              | Do              | Lu              | Ma              | Me              | Gi              | Ve              |                 |
| Giugno          | Sa              | Do              | Lu              | Ma              | Me              | Gi              | Ve              | Sa              | Do              | Lu              | Ma              | Me              | Gi              | Ve              | Sa              | Do              | Lu              | Ma              | Me              | Gi              | Ve              | Sa              | Do              | Lu              | Ma              | Me              | Gi              | Ve              | Sa              | Do              |                 |                 |
| Luglio          | Lu              | Ma              | Me              | Gi              | Ve              | Sa              | Do              | Lu              | Ma              | Me              | Gi              | Ve              | Sa              | Do              | Lu              | Ma              | Me              | Gi              | Ve              | Sa              | Do              | Lu              | Ma              | Me              | Gi              | Ve              | Sa              | Do              | Lu              | Ma              | Me              |                 |
| Agosto          | Gi              | Ve              | Sa              | Do              | Lu              | Ma              | Me              | Gi              | Ve              | Sa              | Do              | Lu              | Ma              | Me              | Gi              | Ve              | Sa              | Do              | Lu              | Ma              | Me              | Gi              | Ve              | Sa              | Do              | Lu              | Ma              | Me              | Gi              | Ve              | Sa              |                 |
| Settembre       | Do              | Lu              | Ma              | Me              | Gi              | Ve              | Sa              | Do              | Lu              | Ma              | Me              | Gi              | Ve              | Sa              | Do              | Lu              | Ma              | Me              | Gi              | Ve              | Sa              | Do              | Lu              | Ma              | Me              | Gi              | Ve              | Sa              | Do              | Lu              |                 |                 |
| Ottobre         | Ma              | Me              | Gi              | Ve              | Sa              | Do              | Lu              | Ma              | Me              | Gi              | Ve              | Sa              | Do              | Lu              | Ma              | Me              | Gi              | Ve              | Sa              | Do              | Lu              | Ma              | Me              | Gi              | Ve              | Sa              | Do              | Lu              | Ma              | Me              | Gi              |                 |
| Novembre        | Ve              | Sa              | Do              | Lu              | Ma              | Me              | Gi              | Ve              | Sa              | Do              | Lu              | Ma              | Me              | Gi              | Ve              | Sa              | Do              | Lu              | Ma              | Me              | Gi              | Ve              | Sa              | Do              | Lu              | Ma              | Me              | Gi              | Ve              | Sa              |                 |                 |
| Dicembre        | Do              | Lu              | Ma              | Me              | Gi              | Ve              | Sa              | Do              | Lu              | Ma              | Me              | Gi              | Ve              | Sa              | Do              | Lu              | Ma              | Me              | Gi              | Ve              | Sa              | Do              | Lu              | Ma              | Me              | Gi              | Ve              | Sa              | Do              | Lu              | Ma              |                 |